# Wolfgang Adam Töpffer
Wolfgang Adam Töpffer (Ginevra, 20 maggio 1766 – Ginevra, 10 agosto 1847) è stato un pittore e disegnatore svizzero.
Fu un abile acquarellista e autore di eleganti caricature. Suo figlio fu Rodolphe Töpffer.

## Biografia

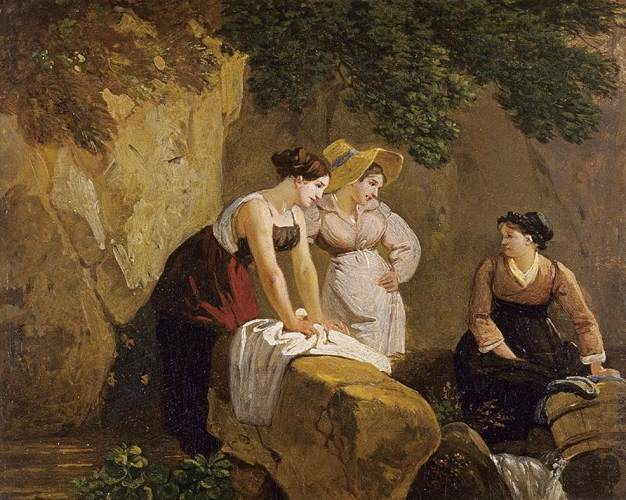
Lavandaie

Wolfgang Töpffer era figlio di un sarto tedesco, proveniente da Schweinfurt in Franconia e di una borghese svizzera di Montreux. Il padre era venuto a lavorare in Svizzera da qualche anno e si era stabilito a Ginevra, assumendo la cittadinanza elvetica.

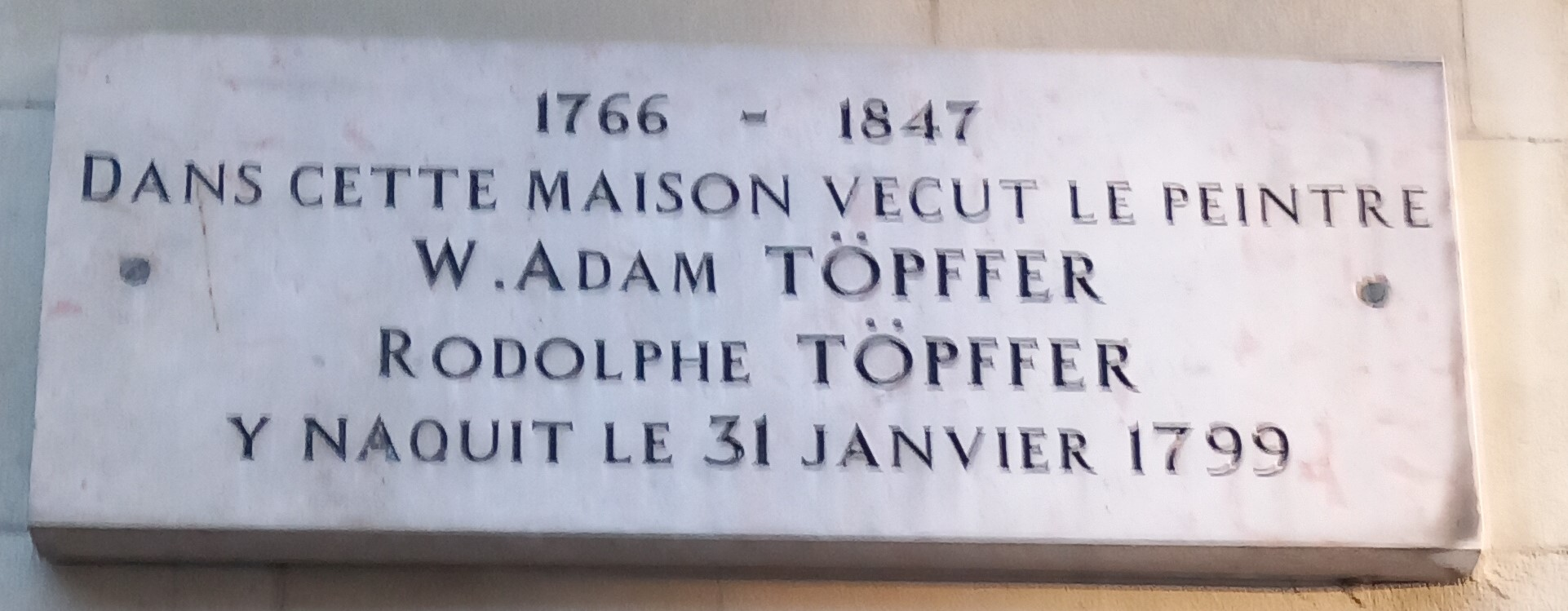
Lapide sulla casa ginevrina nella quale visse Adam Töpffer e nacque suo figlio

Il giovane Wolfgang, nato svizzero, aveva manifestato precocemente un certo talento per il disegno e pertanto fu inviato come apprendista presso un incisore. La Società delle Arti ginevrina, notando le sue capacità, lo incoraggiò offrendogli un periodo di tirocinio a Parigi. Questo soggiorno in Francia gli permise di scoprire l'Accademia di Belle Arti di Parigi e di frequentare l'ambiente degli artisti parigini.
Tornò a casa nel 1789, ma trovò la città sconvolta dalla rivoluzione e nessuna possibilità di lavoro. Dipinse allora qualche ritratto e si divertì a fare diverse caricature con l'acquarello. Espose il tutto nel 1792. Seguì poi De la Rive nei suoi viaggi in cerca di paesaggi, e in quella occasione cominciò ad appassionarsi
alla pittura della natura, lavorando en plein air.
Nei primi anni del nuovo secolo le opere di Töpffer furono accolte con successo, specialmente all'estero. E in particolare da personaggi importanti: l'imperatrice madre Maria Fëdorovna e l'ex imperatrice di Francia Giuseppina di Beauharnais acquistarono dei suoi quadri, mentre all'esposizione di Londra del 1812 Töpffer fu premiato con una medaglia d'oro. La sua clientela si ampliò poi ulteriormente con l'avvento della Restaurazione e un mercante d'arte inglese lo chiamò persino in Inghilterra: i suoi paesaggi e i suoi disegni ad acquarello e penna ebbero un particolare successo che si ripercosse anche in Francia, dove Töpffer fu apprezzato e conosciuto per molti anni.
Suo figlio Rodolphe seguì in parte la sua strada e divenne assai più famoso di lui, nonostante egli non fosse un pittore ma solo un disegnatore, al punto che spesso le opere grafiche di Wolfgang vennero scambiate per quelle del figlio o a questi attribuite.
Wolfgang morì a Ginevra all'età di 81 anni, lasciando in eredità a suo figlio il talento e la fama.

## Galleria d'immagini

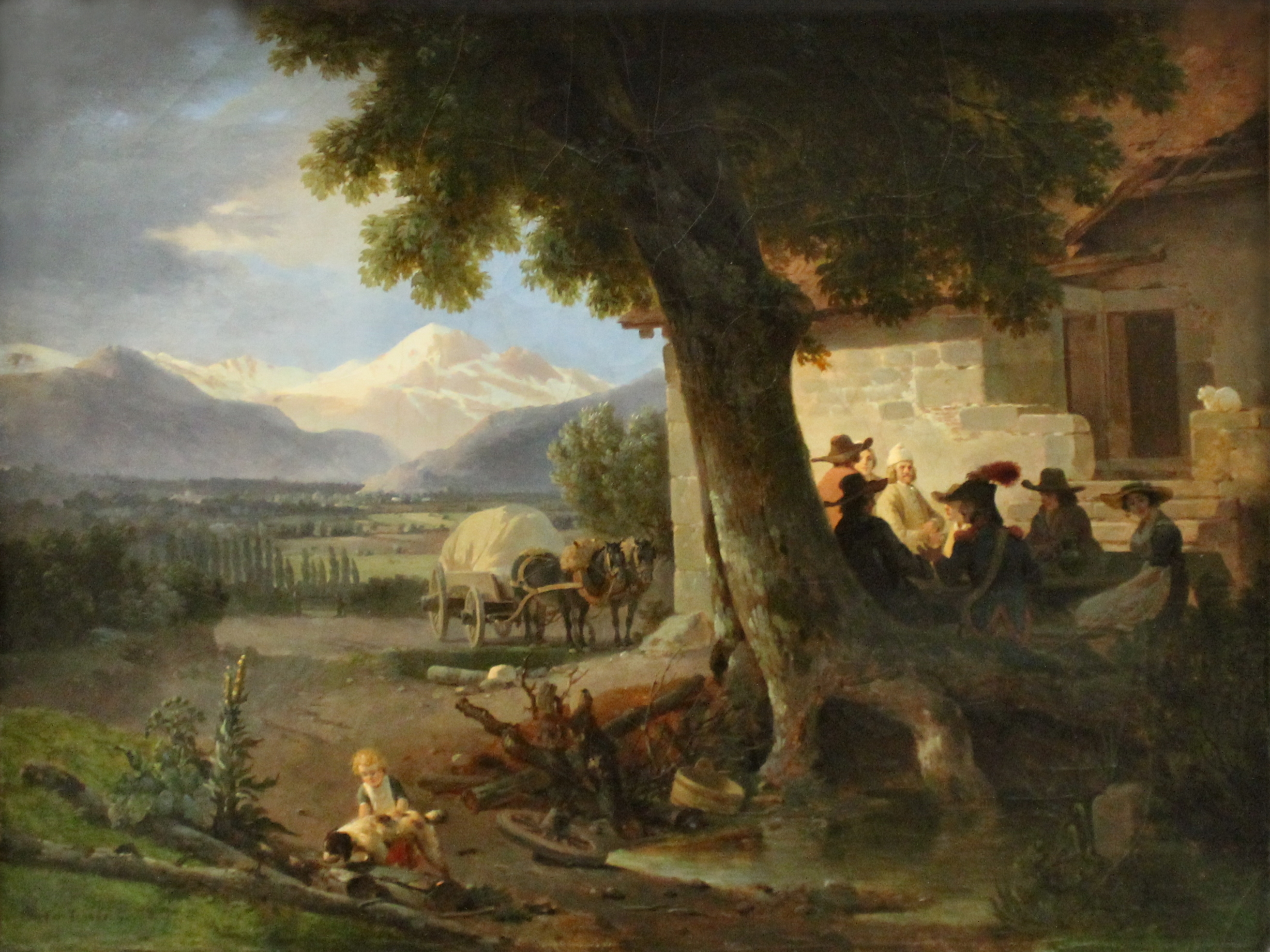
Vista dei dintorni di Ginevra
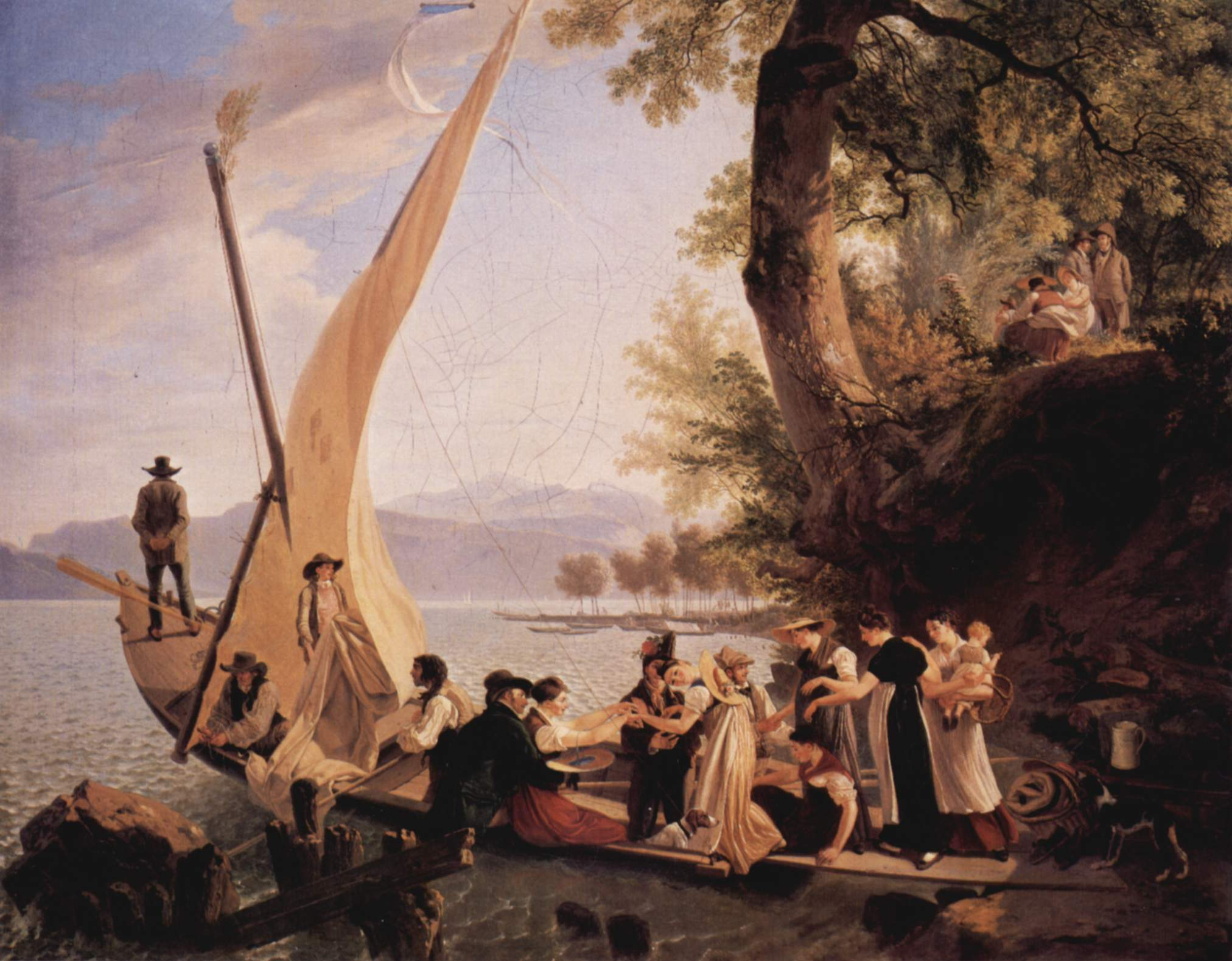
La barca delle nozze
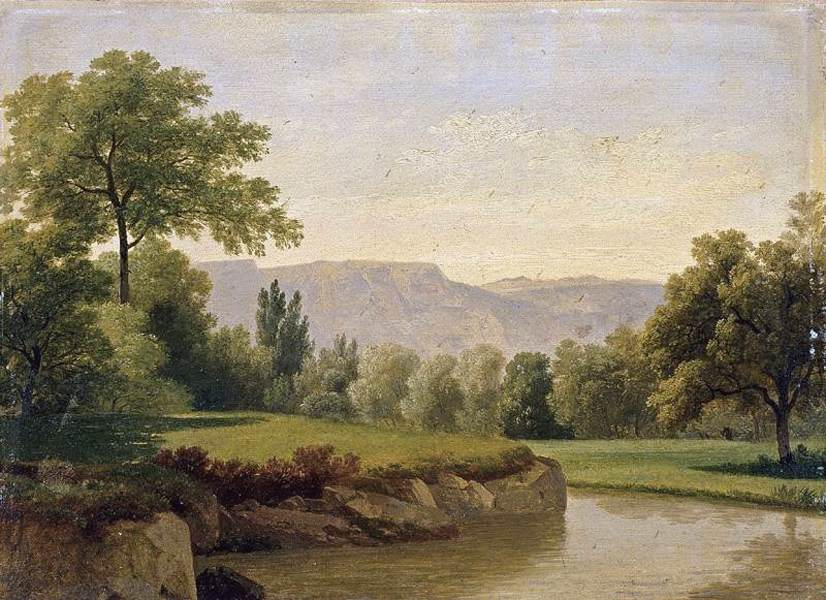
Paesaggio fluviale
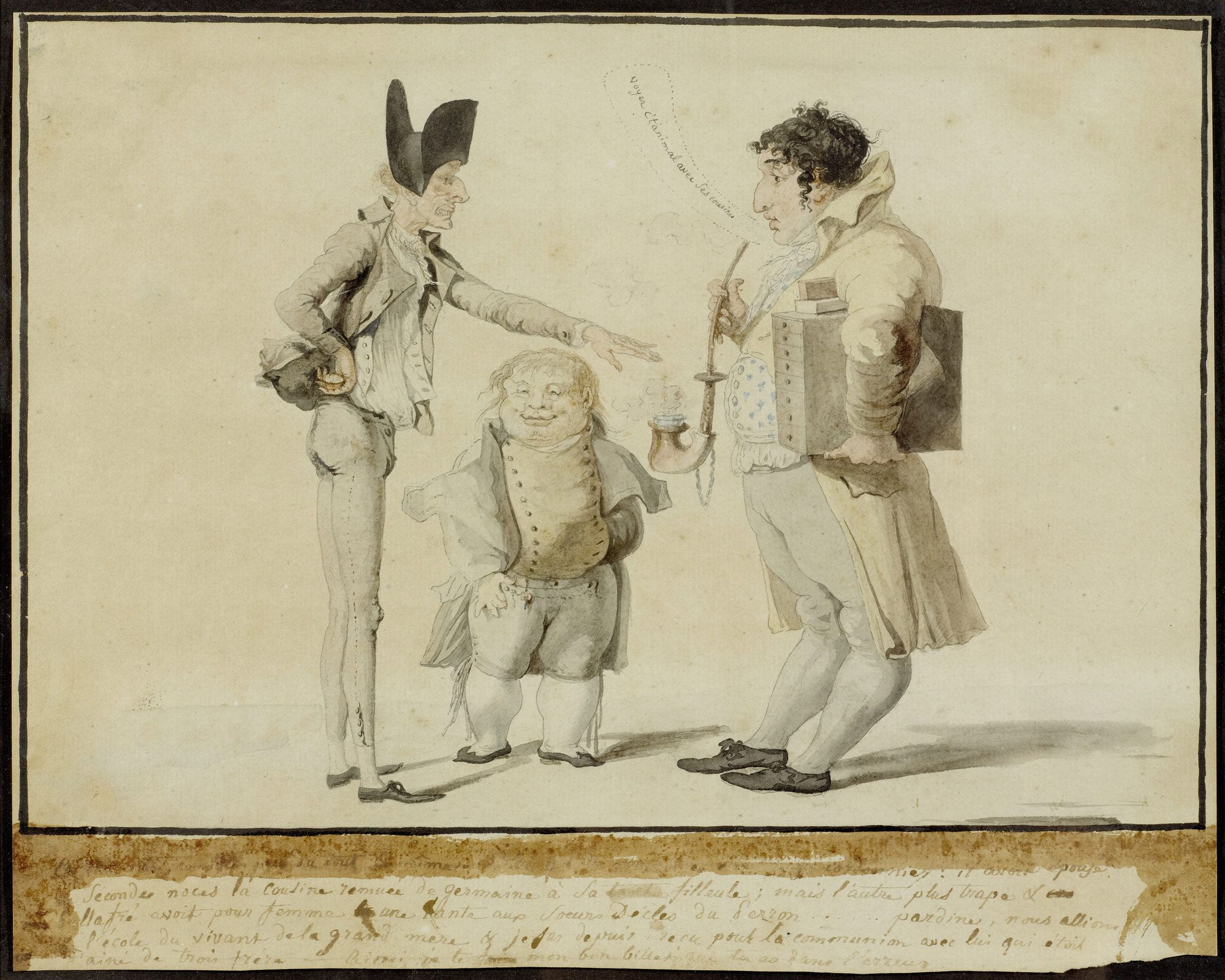
Caricatura